# Gastrectomia verticale parziale

Diagramma di una gastrectomia

La gastrectomia verticale parziale o sleeve gastrectomy è un intervento di chirurgia bariatrica di tipo gastroresettivo che si ottiene tagliando una parte dello stomaco attraverso una suturatrice meccanica.
Lo scopo di questo intervento consiste nel far raggiungere al paziente un rapido e duraturo senso di sazietà in modo tale che gli alimenti ingeriti vengano diminuiti in modo sostanziale.

## L'intervento nel dettaglio
La resezione dello stomaco è di tipo verticale e l'80-90% dell'organo viene permanentemente asportato dopo averlo isolato dalle connessioni vascolari con la milza. La porzione gastrica che rimane è di forma tubulare (o a “manica” = sleeve) e mantiene le medesime funzioni del periodo precedente all'intervento portando però il vantaggio di un più rapido transito di alimenti e, quindi, ad un veloce svuotamento dello stomaco.
Con questo intervento si ottiene una riduzione del 50/60% circa del peso in eccesso presente nel periodo precedente all'operazione.
Molti pazienti risolvono totalmente o parzialmente il problema dell'obesità grazie alla Sleeve Gastrectomy, ma coloro che non riescono ad ottenere un peso ragionevole possono associare un intervento malassorbitivo come la diversione biliopancreatica.

## I vantaggi
- buon calo ponderale anche nel lungo periodo
- tecnica esecutiva semplice, in alcuni casi attraverso laparoscopia[8]
- normalizza tutti i parametri della sindrome metabolica[9]
- bassa percentuale di complicanze

## Gli svantaggi
- richiesto un forte coinvolgimento del paziente nel seguire un regime dietetico adeguato
- intervento inadeguato ai pazienti che soffrono di disturbi del comportamento alimentare
- non reversibile dal punto di vista anatomico

## Rischi connessi ad interventi
I rischi che potrebbero insorgere a distanza di tempo dopo sleeve gastrectomy sono:
- un'abbondanza di cibo ingerito può provocare la dilatazione della “manica” gastrica e ciò determina un recupero di peso,
- rari episodi di reflusso gastro-esofageo, che potrebbe causare esofagite.

Su 13.871 interventi raccolti nel Registro Italiano della Società Italiana di Chirurgia dell'Obesità e delle Malattie metaboliche (S.I.C.OB.) la mortalità operatoria è stata dello 0.15% negli interventi di gastroplastica in generale.

## Recenti evidenze cliniche
Dai dati scientifici raccolti in letteratura fino a qualche mese fa, si era osservato che nell'82% delle persone molto obese, l'intervento di chirurgia bariatrica si associava una scomparsa del diabete entro due anni dall'operazione e che nel 62% dei casi il diabete non ricompariva dopo i due anni dall'intervento.
Recenti dati scientifici, pubblicati il 26 marzo 2012 dall'autorevole rivista New England Journal of Medicine, dimostrano che in soggetti obesi con diabete di tipo 2, la chirurgia bariatrica, oltre a diminuire drasticamente il peso, è in grado di controllare il diabete, risultando più efficace anche della stessa terapia farmacologica. È la prima volta che viene dimostrato con chiarezza e rigore scientifico un dato così importante.
Le evidenze nello specifico dei due studi sono state:
- Studio Mingrone: effettuato su pazienti obesi con BMI ≥ 35 con diabete di tipo 2.

A due anni dall'inizio dello studio, non è stata osservata una significativa remissione del diabete in pazienti che seguivano la terapia farmacologica tradizionale, mentre il gruppo di pazienti sottoposti a bypass gastrico i livelli di diabete raggiungevano una diminuzione del 75% rispetto al periodo preoperatorio e del 95% nel gruppo di pazienti sottoposti ad intervento bariatrico di diversione biliopancreatica.
I parametri come: età, sesso, BMI al basale, durata del diabete e cambiamenti di peso preoperatori non sono risultati predittivi per il miglioramento nel periodo dopo l'intervento bariatrico sia dei livelli di diabete a distanza di 2 anni che della glicemia a 1 e 3 mesi.
- Studio Schauer: effettuato su pazienti obesi con diabete di tipo 2.

Dopo 12 mesi di terapia farmacologica, i pazienti non hanno riportato una riduzione significativa della glicemia rispetto al gruppo di pazienti sottoposti all'intervento chirurgico bypass gastrico (Roux-en-Y) o sleeve gastrectomy.
Anche se sono necessari ulteriori approfondimenti, gli esperti ritengono questi risultati molto promettenti ed incoraggianti. Non è tanto la perdita di peso conseguente all'operazione a produrre gli effetti positivi, ma la messa in moto di meccanismi legati alla produzione ormonale: il tratto gastro-intestinale ha infatti un ruolo specifico nel diabete di tipo 2 indipendentemente dalla riduzione di peso o dalla modifica di assunzione di cibo, aspetti che comunque contano sulla patologia diabetica.